# Exix schunkei
Exix schunkei är en stekelart som först beskrevs av Nixon 1965.  Exix schunkei ingår i släktet Exix och familjen bracksteklar. Inga underarter finns listade i Catalogue of Life.